# صنایع دستی بختیاری‌ها
صنایع دستی بختیاری‌ها را می‌توان به دو گروه تقسیم کرد: گروه اول که فقط توسط زنان انجام می‌شوند و شامل بافتنی‌ها هستند. گروه دوم که نیاز به نیروی بدنی زیادی دارند و توسط مردان انجام می‌شوند.

## گروه اول
عشایر بختیاری به سبب زندگی کوچ نشینی، خودکفا بوده و آنچه نیاز دارند خود تولید می‌کنند. از مشخصهٔ کارهای آن‌ها این است که بسیار ساده بوده، از مواد اولیه‌ای استفاده می‌کنند که در محل زندگیشان یافت می‌شود و تنها توسط زنان بافته می‌شوند. این گروه بافتنی هستند و به جز قالی، در پهنای حداکثر ۶۰ سانتی‌متر بافته شده و در صورت نیاز از پهنا به هم دوخته می‌شوند.

### قالی
فرش بختیاری با نقش کاملاً ویژه و متفاوت خود در میان فرش‌های ایرانی مشخص است. قالیهای بختیاری در چهار محال و بختیاری بافته می‌شوند.

#### گبه
نوعی قالی گره‌دار است که پرزهای بسیار بلند دارد.

#### خِرسَک
قالیچه‌هایی با پرز بلند و درشت بافت که مرغوبیت چندانی نداشته و خود مصرفی است.

### گلیم
گلیم‌های عشایری که برای پوشاندن رختخواب و وسایل داخل چادر که روی چُل قرار می‌گیرند به کار می‌رود.

### هورژین (خورجین)
خورجین یا به گویش بختیاری هورژین از صنایع دستی مهم عشایر بختیاری است که به دست زنان ایل روی دارهای افقی بافته می‌شود. خورجین پوششی تزیینی است که وسایل زندگی عشایر در آن قرار می‌گیرد.

#### هورژ (خورج)
هورژ کیسه‌ای دوطرفه و کوچکتر از هورژ که از وسایل زنانه است و ازهر طرف به‌طور جداگانه قفل و کلید می‌شود.

#### مَهدِه
مهده کیسهٔ کوچکی که زنان وسایل خودرادر آن جای می‌دهند.

#### هورژ (خورج) تَرک
این وسیله مانند هورژ و یک کیسهٔ دوطرفه است.

### هور
کیسهٔ بافتنی دوطرفه‌ای است که برای حمل آرد، غلات و حبوبات به کار می‌رود.

### شَله
کیسهٔ دوطرفه‌ای است که برای جابجایی مشک آب، سنگ، و چوب به کار می‌رود.

### توربه یا توبره
توبره یا در زبان بختیاری توربه، کیسه مانند و شبیه کوله پشتی است و برای حمل مواد غذایی به کار می‌رود.

### تی یِر یا نمکدان
کیسهٔ بافتنی که در آن نمک می‌ریزند.

### سفرهٔ آردی
سفره آردی دارای بافت گلیمی است که گاهی وسط آن ساده بافت با حاشیهٔ نقش‌دار است.

### جُل (روزینی)
پوششی که روی حیوان می‌اندازند و بار روی این پوشش قرار می‌گیرد.

### پیش سینه
پیش سینه را مانند گردنبندی به دورگردن اسب یا مادیان حلقه می‌کنند.

### وریس (وِرِس)
وریس نوار بافتنی تسمه مانند است و به جای طناب از آن استفاده می‌شود.

### بُهون یا سیاه چادر
بُهون همان سیاه چادر عشایر بختیاری است که از موی بز بافته می‌شود. این واژه بوهون هم نوشته شده است.

### جاجیم
جاجیم دست بافتی است که بختیاری‌ها به عنوان روانداز (در تهیهٔ لحاف) از آن استفاده می‌کنند.

### موج
موج رختخواب پیچ و نوعی روانداز بسیار گرم برای مناطق سردسیر است. شبیه به جاجیم بوده و کمتر از بقیهٔ بافتنی‌ها در بین بختیاری‌ها بافته می‌شود.

### چوقا (چوخا)
چوقا نوعی بالاپوش مردانه است که زنان از پشم سفید طبیعی می‌بافند.

## گروه دوم
این گونه از صنایع دستی نیاز به نیروی بدنی زیادی دارند و به این جهت توسط مردان انجام می‌شوند.

### نمد مالی
نمد از منسوجاتی است که در بین عشایر بختیاری کاربرد زیادی دارد. نمد محسنات زیادی دارد ازجمله محکم بودن، انعطاف داشتن، ارزانی و مهم‌تر از همه اینکه مواد اولیهٔ آن در روستاها یافته می‌شود. نیش گزندگان، چنگ و دندان جانوران درنده، آتش و حتی اشیای تیز و برنده کمتر به آن آسیب می‌رساند.

### کلاه مالی
کلاه نمدی یکی از اجزای لباس مردان بختیاری است و به رنگهای مشکی، قهوه ای و سفید است. مواد اولیهٔ این کلاه‌ها کُرک بز، پشم، صابون و رنگهای شیمیایی و گیاهی است.

### گیوه دوزی
گیوه پاپوشی مقاوم، راحت و متناسب با زندگی عشایر و روستاییان است که در سالهای اخیربه علت گرانی آن کمتر استفاده می‌شود. تخت گیوه، پارچه‌ای و پلاستیکی است.

### قفل‌سازی
ساختن قفل در چهارمحال و بختیاری و خصوصاً در چالشتر رواج داشته و علاوه بر آن کلیهٔ ابزارهای فلزی مانند چاقو، قیچی و ابزار مورد نیاز بافت گلیم، قالی و خیاطی به وسیلهٔ قفل سازان ساخته می‌شده است.
این کارها قبلاً نوسط صنعتگرانی انجام می‌شد که به قوم بختیاری تعلق نداشتتند ولی به نقاط مختلف رفته و نیاز بختیاری‌ها را در زمینهٔ کالاها و خدمات خود، تأمین می‌کردند مانند نمدمالها، گیوه کشها، درودگرها و آهنگرها.